# El fin de la infancia
El fin de la infancia (en inglés Childhood's End) es una novela de ciencia ficción de Arthur C. Clarke. Originalmente publicada en 1953, luego apareció una versión con un capítulo modificado en 1990 debido a la naturaleza anacrónica del capítulo inicial. La historia comienza con una pacífica invasión extraterrestre de la Tierra por una raza alienígena; los superseñores. Su llegada supone el final de todas las guerras, ayudando al mundo a organizarse en un nuevo orden mundial, llevando el planeta a una utopía. Muchos interrogantes se abren entre los humanos, que los alienígenas evitan contestar prefiriendo controlar el mundo desde sus naves espaciales. Décadas más tarde los superseñores se muestran como son, y su impacto lleva a una utopía final, pero al coste de la identidad de la humanidad y finalmente del mismo planeta.
La idea de Clarke para el libro empezó con su relato corto "Ángel Guardián" de 1946, el cual se expandió en novela en 1952, incorporando la primera parte del libro, "La Tierra y los superseñores". Completado y publicado en 1953, El fin de la infancia vendió su primera edición, recibiendo buenas críticas, y convirtiéndose en el primer libro famoso de Clarke. El libro es visto por muchos lectores y críticos de Clarke como su mejor novela, y está descrito como un "clásico de la literatura extraterrestre". Junto con Cánticos de la lejana Tierra (1986), Clarke consideró a El fin de la infancia como una de sus novelas favoritas.
Hubo varios intentos para adaptar la novela al cine. El director Stanley Kubrick expresó su interés en 1960, pero finalmente colaboró con Clarke en 2001: Una odisea en el espacio. El tema de la novela de evolución transcendente también aparece en otras series de Clarke como Space Odyssey, y es atribuida a la influencia del autor británico Olaf Stapledon. En 1997, la BBC produjo una dramatización de 2 horas de radio que fue adaptado por Tony Mulholland.
El 10 de abril de 2013, el canal estadounidense Syfy anunció sus planes de desarrollar una miniserie de TV. El 3 de septiembre de 2014, Syfy anunció que "El fin de la infancia" tenía luz verde para tres episodios de dos horas de duración para ser estrenado en 2015. La serie sería escrita por Matthew Graham y dirigida por Nick Hurran. Tuvo su estreno en diciembre de 2015.

## Trama
El libro se inicia con enormes naves extraterrestres apareciendo de día sobre todas las grandes ciudades de la Tierra. Los alienígenas, que eventualmente se les llama superseñores, hacen contacto para anunciar sus intenciones benignas y su deseo de ayudar a la humanidad. Organizan sesiones de persona a persona (sin ser cara a cara) entre el Secretario General de las Naciones Unidas, Rikki Stormgren, y el líder de los superseñores, Karellen, a través de un cristal unidireccional para que Stormgren no pueda ver a Karellen, quien promete a los humanos revelar la apariencia de su especie en cincuenta años.
Cincuenta años después de su llegada, Karellen y sus tripulantes superseñores se revelan físicamente a la humanidad. Su aspecto es el de la tradicional imagen de los diablos con alas, cuernos y colas. Eran más altos que los seres humanos, y proporcionalmente más corpulentos. Muy sensibles a la luz del día, eran capaces de respirar el aire terrestre por breves periodos de tiempo.
La actitud de Karellen hacia la humanidad estaba dividida entre piedad por su falta de moral y celos benignos por su habilidad potencial de trascender el universo físico. La tarea de Karellen como supervisor de la Tierra es la de una suerte de partera para que la humanidad pueda dar el salto a su siguiente nivel evolutivo: un apocalipsis en que los niños se transfigurarán a través de un tremendo desarrollo de las facultades psiónicas.
El precio de estatus divino para los niños mutantes sería perder su identidad individual: no existe pronombre "yo" para las especies fusionadas. Aunque los superseñores tenían un coeficiente intelectual significativamente mayor y estaban más avanzados tecnológicamente que la humanidad, eran incapaces de dar este salto evolutivo ellos mismos. La tarea de Karellen había sido restringir las acciones de la humanidad para crear una sociedad estable de manera que, cuando de manera natural llegara lo que los superseñores llaman Breakthrough Total, un tremendo desarrollo de la percepción extrasensorial y la telequinesis por los niños, la humanidad no se destruya a sí misma.
Karellen también tenía la intención de aprender del último humano no mutante cómo esa especie lograba salir del capullo de la materia transfigurada con la esperanza de que eventualmente su propia raza pudiera saber lo suficiente para unirse a la entidad que llamaban supermente.
Una vez que cada niño perdió su alma biológica, dejó la tiranía de la materia detrás para alcanzar a las estrellas, y la humanidad ya no existía, Karellen se queda solo con sus pensamientos.
La humanidad es la quinta especie que los superseñores ayudaron en el proceso de apoteosis.